# A casa tutti bene - La serie
A casa tutti bene - La serie è una serie televisiva italiana, reboot del film A casa tutti bene, diretta da Gabriele Muccino. Il cantante Jovanotti ha scritto e interpretato il brano musicale che apre ogni puntata della prima stagione.

## Trama
La storia si svolge a Roma e ripercorre la vita della famiglia Ristuccia, imborghesita proprietaria del "San Pietro", uno dei ristoranti più rinomati della Capitale. All'interno della trama si sviluppano i complessi rapporti tra la famiglia e quella dei Mariani, loro parenti.

## Episodi
| Stagione         | Episodi | Prima TV  |
| ---------------- | ------- | --------- |
| Prima stagione   | 8       | 2021-2022 |
| Seconda stagione | 8       | 2023      |

## Personaggi e interpreti

### Principali
- Pietro Ristuccia (stagione 1, guest 2), interpretato da Francesco Acquaroli. È il capofamiglia dei Ristuccia, proprietario da più di 40 anni del ristorante San Pietro. Ad aiutarlo nella gestione del ristorante insieme ad Alba, sua moglie, sono il figlio Carlo, con la sua nuova compagna Ginevra, e la figlia Sara. A rimanere distante dagli affari di famiglia è invece il figlio Paolo, da anni ormai trasferitosi in Francia per inseguire i propri sogni. La dedizione di Pietro nei confronti del lavoro ha creato delle grandi distanze tra lui e i figli. La sua morte improvvisa determina forti sconvolgimenti all'interno della famiglia.
- Alba Ristuccia (stagione 1-in corso), interpretata da Laura Morante. È la moglie di Pietro, impegnata con lui nella gestione del San Pietro. Forte e da sempre molto legata al marito, nonostante le incomprensioni fra lui e i figli, la donna fa di tutto per mantenere unita la famiglia. A complicare le cose, tuttavia, è un terribile segreto da anni tenuto nascosto e per il quale Alba si tormenta ogni giorno. Il momento in cui il segreto verrà a galla, dopo la morte di Pietro, segnerà le vite di tutti. Nella seconda stagione, il suo personaggio subisce una forte evoluzione in seguito al rivelarsi del segreto che custodiva e alle sue conseguenze, che la porteranno a sensi di colpa e conflitti coi propri figli e a cercare un nuovo equilibrio interiore, anche se sempre col passato che continuerà a fare capolino puntualmente.
- Carlo Ristuccia (stagione 1-in corso), interpretato da Francesco Scianna. È il primogenito di Pietro e Alba. Ha sempre provato a dimostrare quanto valga al padre, ma senza successo. Stanco quindi di non essere considerato all'altezza decide, all'oscuro di tutti, di investire una grossa somma prelevata dai fondi del ristorante di famiglia per la costruzione di un prestigioso resort in Sardegna, cosa che prima manda su tutte le furie il padre e, alla morte di quest'ultimo, crea non pochi motivi di attrito col resto della famiglia. Separato dalla moglie Elettra, Carlo vive con Ginevra, la nuova compagna dalla quale è nata Anna, secondogenita dopo Luna (avuta dalla ex moglie Elettra). Copre economicamente le malefatte del cugino Riccardo quando questi viene minacciato dagli strozzini ai quali deve una grossa somma di denaro persa al gioco.
- Sara Ristuccia (stagione 1-in corso), interpretata da Silvia D'Amico. È la figlia minore dei Ristuccia e per questo la preferita di Pietro. Anche lei è coinvolta nella gestione del ristorante, impegno che la costringe a vivere lontana dal marito Diego che lavora in un cantiere navale a Sorrento. Fortemente insicura ma impegnata a ottenere la sua autonomia al ristorante e a crescere il piccolo Vittorio a casa senza l'aiuto di nessuno, Sara dubita (giustamente) della fedeltà del marito, al quale chiede di lasciare il suo lavoro per aiutarla nell'attività di famiglia e stare più vicino a lei e al bambino.
- Paolo Ristuccia (stagione 1-in corso), interpretato da Simone Liberati. È il secondo dei tre figli di Pietro e Alba. Sensibile e ribelle, a causa del rapporto conflittuale con il padre e del disinteresse nella gestione dell'attività di famiglia, il giovane decide di trasferirsi in Francia a scrivere il suo primo romanzo, riscuotendo comunque uno scarso successo. La moglie Olivia lo accusa di immaturità e porta via il figlio Giovanni a Parigi a vivere con lei. Ora che è ritornato a Roma, l'unico obiettivo di Paolo è riuscire a crescere suo figlio e ottenerne l'affido.
- Maria Mariani (stagione 1-2), interpretato da Paola Sotgiu. È la sorella di Pietro e vedova di Marcello Mariani. Grazie al suo carattere forte, Maria riesce ancora a prendersi cura dei figli Sandro e Riccardo e delle loro vite complicate. È complice di Alba nel terribile segreto che sconvolgerà le vite dei Ristuccia e dei Mariani.
- Riccardo Mariani (stagione 1-in corso), interpretato da Alessio Moneta. Figlio minore di Maria, fratello di Sandro e cugino di Carlo, Sara e Paolo, è sempre stato considerato la pecora nera della famiglia. Ha cercato di sbarcare il lunario con diversi lavori (anche nel ristorante dello zio Pietro), puntualmente senza successo. Nonostante aspetti un figlio dalla compagna Luana, riesce sempre a mettersi nei guai; la minaccia degli strozzini (i fratelli Abbattista) a causa di una grossa somma persa giocando d'azzardo metterà a repentaglio la sicurezza non soltanto sua, ma dell'intera famiglia.
- Sandro Mariani (stagione 1-in corso), interpretato da Valerio Aprea. È il figlio maggiore di Maria. Molto più calmo e tranquillo del fratello Riccardo, fa un lavoro di tutto rispetto e vive insieme al suo primo amore, Beatrice. Il loro rapporto di coppia, che sfocerà nel matrimonio, è minato dai sempre più frequenti vuoti di memoria dovuti alla malattia di Alzheimer che gli è stata diagnosticata. Porterà inconsapevolmente a galla il segreto di Alba (avendolo sentito anni prima casualmente dalla madre), che verrà scoperto da Ginevra la notte prima delle nozze.
- Ginevra (stagione 1-in corso), interpretata da Laura Adriani. È la compagna di Carlo, che per lei ha lasciato la moglie Elettra quando è rimasta incinta della loro figlia Anna. Nonostante tutto, sembra che Carlo la trascuri perché continuamente preso da altro. A complicare le cose, nessuno della famiglia Ristuccia sembra accettarla, essendo vista come una "rovinafamiglie" soprattutto da Alba e Sara, che non mancano occasione di rimarcarlo. L'unica soluzione sembrerebbe quella di farsi sposare da Carlo e diventare così a tutti gli effetti una Ristuccia, ma la scoperta del segreto di Alba potrebbe stravolgere tutto.
- Elettra (stagione 1-in corso), interpretata da Euridice Axen. È l'ex moglie di Carlo. La loro storia d'amore finisce male, a causa del tradimento di Carlo con Ginevra, che rimane incinta. Donna molto matura, dopo un inizio difficile riesce a ristabilire un buon rapporto con l'ex marito, a differenza della figlia Luna che invece rimane bloccata in una relazione conflittuale col padre. Spesso è la "confidente" di Carlo, soprattutto quando quest'ultimo intraprende il progetto del resort in Sardegna. È spesso mal vista da Ginevra, che non sopporta il fatto che Carlo a volte presti più attenzione all'ex moglie che a lei.
- Isabella Ristuccia (stagione 1, guest 2), interpretata da Maria Chiara Centorami. È una parente dei Ristuccia, cugina da parte di uno dei fratelli di Pietro. Da ragazzina ha passato tanto tempo con i cugini e, in particolare durante le vacanze estive nella villa di questi ultimi all'Argentario. Ha avuto una breve storia con Paolo all'età di 16 anni e ripensa spesso a quell'esperienza come qualcosa di indimenticabile. Madre single di Cristina e insegnante di danza, Isabella è una donna solare e propositiva che nonostante le avversità non ha mai smesso di credere nell'amore. Quando dopo tanti anni rivede Paolo rientrato dalla Francia, tra loro si riaccende subito la passione.
- Diego De Luca (stagione 1-in corso), interpretato da Antonio Folletto. È il marito di Sara, dalla quale ha avuto il piccolo Vittorio. Campano di origine, molto affascinante e divertente, anche lui non si è mai sentito accettato dai Ristuccia, in particolar modo da Pietro che non ha mai voluto coinvolgerlo negli affari di famiglia, considerandolo un poco di buono. Dietro presunti impegni oberanti di lavoro, che lo tengono lontano dalla famiglia spesso per parecchio tempo, Diego nasconde una relazione extraconiugale con la collega Regina.
- Regina (stagione 1, guest 2), interpretata da Mariana Falace. Collega di Diego al cantiere navale, diventa la sua amante e fra i due scoppia un'attrazione fortissima. Donna molto bella e sensuale, è in grado di manipolare Diego, ma lui cerca in tutti i modi di troncare la relazione clandestina con lei quando la moglie Sara lo minaccia di lasciarlo se non fosse tornato a Roma. Regina non accetterà tanto facilmente la situazione rivelandosi più "pericolosa" della rivale.
- Giovanni (stagione 1-in corso), interpretato da Federico Ielapi. È il figlio di Paolo e Olivia, bambino costretto dalla madre a fuggire a Parigi di nascosto dal padre, che proverà in tutti i modi a ottenerne l'affido. I continui litigi dei genitori hanno condizionato il suo carattere, timido, introverso ed estremamente sensibile. Troverà in Cristina, la figlia di Isabella, un'amica.
- Beatrice Morozzi (stagione 1-in corso), interpretata da Milena Mancini. È la compagna e futura sposa di Sandro. La felicità della donna è destinata a finire presto per via della malattia diagnosticata al primogenito dei Mariani. Pur sapendo quale sarà il destino del futuro marito, Beatrice decide malgrado tutto di sposarlo e di rimanergli accanto prendendosi cura di lui.
- Luna (stagione 1-in corso), interpretata da Sveva Mariani. È la figlia diciassettenne di Carlo ed Elettra. Dopo la scoperta del tradimento del padre e dell'arrivo di una sorellina, il suo rapporto con Carlo ha preso una piega conflittuale sempre più difficile da risanare, che la porta addirittura all'anoressia. La ragazza ha una relazione segreta con Manuel, lo chef del San Pietro, molto più grande di lei.
- Luana (stagione 1-in corso), interpretata da Emma Marrone. È la compagna di Riccardo. I due vivono momentaneamente a casa della madre di lui e aspettano un bambino, che chiameranno Cesare. Donna semplice e di cuore, ma preoccupata dai suoi debiti di gioco, esorta inutilmente Riccardo a chiedere aiuto allo zio Pietro; infine decide autonomamente di denunciare gli strozzini di Riccardo alla Polizia, mettendo inconsapevolmente a rischio il loro futuro.
- Olivia (stagione 1-in corso), interpretata da Eugenia Costantini. Ex moglie di Paolo, con il quale è alle vie legali dopo aver portato di nascosto a Parigi il loro figlio Giovanni all'insaputa del padre.
- Rebecca Baldini (stagione 2), interpretata da Camilla Semino Favro. Avvocato di fiducia dei Ristuccia e amica di Sara, aiuterà Paolo nell'ottenimento dell'affido esclusivo del piccolo Giovanni.
- George Solari (stagione 2), interpretato da Tom Leeb. Chef carismatico e di grande fama internazionale, intraprende una relazione con Sara, che farà di tutto per farlo venire a lavorare al San Pietro, che però lui vuole rilevare e trasformare in un hotel di lusso.

### Personaggi secondari
- Manuel (stagione 1), interpretato da Francesco Martino. È lo chef stellato del San Pietro. Quarantenne dalla fama di sciupafemmine, ha una relazione segreta con Luna, figlia minorenne di Carlo, che appena scopre la tresca non esita un secondo a licenziarlo in tronco.
- Verena (stagione 1), interpretato da Lucia Pipchak. Cameriera del San Pietro che, da diversi flashback ricorrenti durante il racconto, ha avuto una relazione clandestina con Pietro, scoperto dal giovanissimo Paolo. Viene uccisa accidentalmente da Alba dopo una lite e il suo cadavere viene sepolto nella villa all'Argentario con l'aiuto e la complicità della cognata Maria; le due donne terranno il segreto per molti anni.
- Adriano Abbattista (stagione 1-2), interpretato da Fabrizio Nardi. Strozzino e criminale della periferia di Roma insieme al fratello Fabio. Dopo che Riccardo avrà contratto un enorme debito di gioco con lui e il fratello, farà di tutto per mettere a repentaglio la serenità dei Mariani, e di conseguenza dei Ristuccia, al San Pietro.
- Fabio Abbattista (stagione 1-2), interpretato da Massimiliano Cardia. Strozzino e criminale della periferia di Roma insieme al fratello Adriano. Dopo che Riccardo avrà contratto un enorme debito di gioco con lui e il fratello, farà di tutto per mettere a repentaglio la serenità dei Mariani, e di conseguenza dei Ristuccia, al San Pietro.
- Maurizio Mandolesi (stagione 1-in corso), interpretato da Marco Rossetti. Amico di vecchia data e socio in affari di Carlo. Propone al primogenito dei Ristuccia l'affare del resort in Sardegna.
- Andrea Salemi (stagione 1-in corso), interpretato da Armando De Razza. Notaio e uomo di fiducia dei Ristuccia.
- Pierrick (stagione 2), interpretato da Yan Tual. È il nuovo compagno di Olivia a Parigi, un tipo molto violento e rissoso.
- Psicologa di Alba (stagione 2), interpretata da Paola Sambo.
- Ispettore Giarrusso (stagione 2), interpretata da Margherita Di Rauso.
- Vice ispettore (stagione 2), interpretato da Alessandro Bernardini.
- Notaio (stagione 2), interpretato da Luciano Miele.
- Sveva (stagione 2), interpretato da Elisa Rocchetti.

## Distribuzione
La prima stagione è stata trasmessa dal 20 dicembre 2021 al 10 gennaio 2022 su Sky Serie e in streaming su Now. Dopo la trasmissione della prima stagione, è stata confermata la produzione di una seconda, le cui riprese si sono svolte fra luglio e novembre 2022; le puntate sono state messe in onda a partire dal 5 maggio 2023. Dopo il finale della seconda stagione, il regista Muccino ha fatto sapere che la serie è stata nuovamente rinnovata per una terza ed ultima stagione.

## Curiosità
- Il cognome Ristuccia era già stato utilizzato da Muccino per la famiglia protagonista del suo film Ricordati di me, uscito nel 2003 e che vedeva sempre Laura Morante nel ruolo della matriarca. Anche il cognome di Silvio, il protagonista di Come te nessuno mai del 1999 interpretato da Silvio Muccino il fratello del regista è Ristuccia, così come nella pellicola del 2020 Gli anni più belli, per il personaggio interpretato da Pierfrancesco Favino.
- Durante uno degli episodi della seconda stagione, c'è un cameo di Fiorello in una scena ambientata nel cortile del ristorante dei Ristuccia.

## Accoglienza
Nel corso delle stagioni A casa tutti bene - La serie ha ottenuto recensioni generalmente positive da parte della critica televisiva.
Prendendo in analisi le prime due stagioni, del The Hollywood Reporter Roma ha definito Muccino «purissimo, non contaminato», il quale se nella prima stagione ha «presentato personaggi, situazioni e intrighi», nella seconda si concentra a «tirare le somme delle psicosi familiari e individuali di ogni personaggio». Lorenzo Ciofani di Cinematografo scrive che la serie sia per Muccino «in continuità con il suo modo di leggere la realtà italiana trascendendo le contingenze dell’attualità ma non l’impatto dei sentimenti», sebbene ne riscontri un «sovraccarico narrativo» poiché il regista nel cimentarsi con una serie televisiva pare «abbia scelto di cavalcarne gli eccessi, la dilatazione e l’accumulo per paura di lasciare vuoti».

## Riconoscimenti
- 2022 - Nastri d'argento - Grandi Serie
  - Miglior Serie TV
  - Candidatura per il migliore attore protagonista in una serie a Francesco Scianna
  - Candidatura per la migliore attrice protagonista in una serie a Laura Morante
  - Candidatura per il migliore attore non protagonista in una serie a Valerio Aprea

- 2022 - La Pellicola d'oro
  - Miglior Direttore di Produzione a Simone Cialoni
  - Miglior Operatore di Macchina a  Giovanni Gebbia

- 2022 - Fest - Serial Awards
  - Candidatura per il Premio Regia a Gabriele Muccino
  - Candidatura per il Premio “Writer's room” a sceneggiature originali e non originali
  - Candidatura per il Premio “Ci vivrei” alla casa più bella

- 2024 - Nastri d'argento - Grandi Serie
  - Candidatura per miglior serie drama